# Retsuko hung hăng
Aggretsuko hay Retsuko hung hăng (Aggressive Retsuko (Nhật: アグレッシブ烈子 Hepburn: Aguresshibu Retsuko)) là một bộ phim truyền hình hoạt hình anime Nhật Bản hài kịch dựa trên nhân vật cùng tên do "Yeti" tạo ra cho công ty linh vật Sanrio. Nhân vật lần đầu tiên xuất hiện trong một loạt phim hoạt hình ngắn của Fanworks được phát sóng trên Đài truyền hình TBS từ tháng 4 năm 2016 đến tháng 3 năm 2018.
Một bộ anime ONA chuyển thể đã được ra mắt trên toàn thế giới trên Netflix vào tháng 4 năm 2018, tiếp theo là phần thứ hai vào tháng 6 năm 2019, phần thứ ba vào tháng 8 năm 2020 và phần thứ tư vào tháng 12 năm 2021. Phần thứ năm và phần cuối cùng ra mắt vào tháng 2 năm 2023.
Một bộ truyện tranh do Daniel Barnes và DJ Kirkland chuyển thể đã được Oni Press ra mắt. Số đầu tiên được phát hành vào ngày 5 tháng 2 năm 2020.
Trò chơi dành cho thiết bị di động, Aggretsuko: The Short Timer Strikes Back, được Hive phát hành cho Android và iOS vào tháng 7 năm 2020. Trò chơi có sẵn trên toàn thế giới, bao gồm toàn bộ 100 tập phim ngắn, cần được mở khóa riêng lẻ thông qua lối chơi bình thường. Trong khi các tập phim thông thường có phụ đề, các tập phim ngắn không có sẵn các ngôn ngữ khác.

## Nội dung
Retsuko là một cô gấu trúc đỏ độc thân 25 tuổi, làm việc trong bộ phận kế toán của một công ty thương mại Nhật Bản. Cô luôn cố gắng hết sức để vượt qua những vấn đề điển hình mà thanh niên Nhật Bản thế kỷ 21 gặp phải. Đối mặt với sự thất vọng liên tục mỗi ngày từ cấp trên và đồng nghiệp, Retsuko giải tỏa cảm xúc của mình bằng cách đến một quán karaoke mỗi tối và hát nhạc death metal. Sau 5 năm làm việc liên tục, sự đau khổ của Retsuko làm cô phải trải qua một loạt sự kiện, khiến công việc của cô gặp nguy hiểm, buộc cô phải thay đổi mối quan hệ với đồng nghiệp và cuối cùng thay đổi cuộc đời cô theo những cách không ngờ tới. Sau đó, cô ấy tiếp tục nghĩ ra những cách để tìm kiếm hạnh phúc, và cuối cùng đi đến kết luận rằng một ngày nào đó cô ấy sẽ muốn kết hôn và xây dựng gia đình. Thật không may, sự lo lắng xã hội của cô ấy kết hợp với tính rụt rè thường khiến cô ấy vướng vào nhiều tình huống hơn những gì cô ấy mong đợi khi theo đuổi ước mơ của mình.
Trong Mùa 4, chương trình ít tập trung hơn vào Retsuko với tư cách là nhân vật chính, mà tập trung nhiều hơn vào các đồng nghiệp của cô ấy tại văn phòng, với mỗi người đều có những vấn đề riêng.
Trong Mùa 5, chương trình chủ yếu tập trung vào Retsuko tại chính phủ Nhật Bản với việc cô ấy tranh cử một ghế trong Quốc hội, cùng với cuộc sống của Haida sau khi bỏ công việc văn phòng và bị đuổi khỏi căn hộ của cha mẹ anh ấy, cho đến khi anh ấy gặp Shikabane, một game thủ 21 tuổi đã từ bỏ cuộc sống và trở thành người tị nạn ở quán cà phê Internet.

## Nhân vật
Retsuko (烈子)
Lồng tiếng bởi: Kaolip, Rarecho (giọng hát) (tiếng Nhật), Erica Mendez, Jamison Boaz (giọng hát) (tiếng Anh)
Rtsuko là một con gấu trúc đỏ 25 tuổi làm việc tại phòng kế toán của công ty cô ấy. Cô bộc lộ sự thất vọng về công việc của mình bằng cách hát nhạc death metal tại một quán karaoke. Cô ấy là một người hướng nội hòa nhã, mắc chứng lo âu xã hội và dễ có những giấc mơ viển vông đến mức nó tác động tiêu cực đến cô ấy và những người xung quanh. Sau khi Retsuko nói xấu sếp của cô ấy, Ton, trên TV, Ton đã đặt biệt danh cho cô ấy là "Short-Timer" (lồng tiếng Nhật) hoặc "Calendar" (lồng tiếng Anh), ngụ ý rằng công việc của cô ấy đang bị đe dọa. Khi đối mặt với một vấn đề mới, dù là vấn đề cá nhân hay vấn đề khác, cô ấy nhanh chóng lui vào một góc và cố gắng giải quyết vấn đề một mình, nếu như cô ấy không đầu hàng hoàn toàn. Điều này cho thấy cô ấy vẫn chưa trưởng thành hoàn toàn về cảm xúc và không muốn tâm sự với người khác. Tuy nhiên, cô ấy dần dần phát triển trạng thái cảm xúc lành mạnh hơn với sự giúp đỡ từ bạn bè và trớ trêu thay, cũng là những đồng nghiệp mà cô ấy thường không thể chịu đựng được. Đến Mùa 3, cô ấy hoàn toàn công khai với giọng hát death metal của mình, từ đó bắt đầu một công việc kiếm tiền hấp dẫn.
Giám đốc Ton (トン)
Lồng tiếng bởi: Souta Arai (tiếng Nhật), Josh Petersdorf (tiếng Anh)
Giám đốc Ton là một con lợn nhà làm Giám đốc phòng kế toán, người thường xuyên gây khó dễ cho Retsuko bằng cách phân biệt giới tính trắng trợn hoặc buộc làm việc quá sức. Anh ấy dành thời gian đáng kể để chơi golf thay vì làm việc, mặc dù điều đó cho thấy rằng anh ấy là một kế toán viên cực kỳ giỏi và nhanh nhẹn mặc dù không biết gì về công nghệ. Mặc dù anh ấy thường xuyên coi thường Retsuko, nhưng cũng có nghĩa là anh ấy rất tôn trọng cô ấy và có thể coi cô ấy là người kế vị của mình. Anh đã hơn một lần bước vào cuộc sống cá nhân của cô với sự khôn ngoan kịp thời để cứu cô khỏi những tình huống khiến cô đau buồn. Bất chấp sự cứng rắn của mình, anh ấy có một điểm yếu ttrong gia đình của mình và ban đầu giấu họ sự thật rằng anh ấy đã bị buộc thôi việc trong Mùa 4. Anh ấy cũng bảo vệ cấp dưới của mình, từ chối sa thải bất kỳ ai trong bộ phận kế toán khi được lãnh đạo mới khuyến khích làm vậy.
Fenneko (フェネ子 Feneko)
Lồng tiếng bởi: Rina Inoue (tiếng Nhật), Katelyn Gault (tiếng Anh)
Fenneko là một con cáo fennec, là đồng nghiệp và bạn thân nhất của Retsuko tại văn phòng. Cô ấy có khả năng nhận thức cao và sâu sắc, có thể suy ra trạng thái tinh thần của bất kỳ ai chỉ thông qua việc quan sát thói quen của họ và những sai lệch so với khuôn mẫu thông thường của họ - cụ thể là thông qua việc xem xét kỹ lưỡng mạng xã hội của người khác. Cô ấy có bản chất hoài nghi, thường công khai chỉ trích điều gì đó chỉ để sau đó thích thú với nó, đôi khi đến mức ám ảnh. Cô ấy cũng có mối quan hệ thân thiết với Haida và có cạnh tranh bất thường với Tsunoda. Cô ấy có một điệu cười đơn điệu đặc trưng, rất đặc biệt.
Haida (ハイ田)
Lồng tiếng bởi: Shingo Kato (tiếng Nhật), Ben Diskin (tiếng Anh)
Haida là một con linh cẩu đốm 27 tuổi, là một đồng nghiệp hiền lành của Retsuko và là người có cảm tình với Retsuko. Cách tiếp cận đường vòng để thú nhận tình cảm của anh ấy khiến anh ấy rơi vào nhiều tình huống hài hước; theo nhiều cách, anh ấy có chung các vấn đề về sự tự tin và lo lắng xã hội giống như Retsuko, dẫn đến việc giao tiếp kém với cô ấy. Mặc dù bị từ chối, anh ấy vẫn cố gắng để bước tiếp và tiếp tục dành tình cảm cho cô ấy, và thường phản ứng rất tệ mỗi khi cô ấy hẹn hò với ai đó. Tuy nhiên, anh ấy cho Retsuko không gian để kiểm soát bản thân và thực sự quan tâm đến sức khỏe và hạnh phúc của Retsuko. Haida là một người hâm mộ nhạc punk rock cuồng nhiệt và chơi guitar bass. Haida có kỹ năng trong lập trình và mảng công nghệ thông tin, nhưng công việc của anh ấy thường xuyên bị các tiền bối mù chữ công nghệ trong kế toán loại bỏ, khiến anh ấy thất vọng. Trong Mùa 4, Haida bất ngờ được thăng chức Giám đốc Kế toán, nhưng sau đó đã rời công ty hoàn toàn sau khi bị buộc tham gia vào một vụ gian lận tài chính.
Giám đốc Gori (ゴリ)
Lồng tiếng bởi: Maki Tsuruta (tiếng Nhật), G. K. Bowes (tiếng Anh)
Gori là một quý cô khỉ đột làm giám đốc tiếp thị tại công ty của Retsuko. Cùng với Washimi, cô ấy tập yoga với Retsuko và sau đó cùng cô ấy hát karaoke. Mặc dù bản tính nghiêm túc trong công việc, cô ấy rất dễ bị kích động và rất quan tâm đến việc gắn bó với Retsuko. Một điều đáng buồn với Gori là việc cô ấy than khóc tột độ về những mối tình không thành, thường là những mối tình lãng mạn. Mặc dù đã 40 tuổi và vô cùng đam mê sự nghiệp, cô ấy vẫn có nhiều hy vọng sẽ kết hôn vào một ngày nào đó và tiếp tục thực hiện những nỗ lực táo bạo để tìm kiếm "nửa kia".
Ms. Washimi (鷲美)
Lồng tiếng bởi: Komegumi Koiwasaki (tiếng Nhật), Tara Platt (tiếng Anh)
Washimi là một cô diều ăn rắn làm thư ký cho Giám đốc điều hành của công ty, và được cho là Giám đốc điều hành trên thực tế của công ty do sự kém cỏi của Giám đốc điều hành thực tế. Với ý chí mạnh mẽ và tự tin, cô ấy rất khôn ngoan và cho Retsuko rất nhiều lời khuyên tốt khi cô ấy không bận kiểm tra tính dễ bị kích động của Gori. Đôi khi cô ấy đá rìu để đe dọa những người làm cô ấy thất vọng (chủ yếu là sếp của cô ấy), thể hiện hành vi săn mồi cổ điển của loài của cô ấy. Mặc dù rất điềm tĩnh, cô ấy mất bình tĩnh đáng kể khi đề cập đến chủ đề hôn nhân, sau khi trải qua cuộc ly hôn cay đắng sau cuộc hôn nhân kéo dài 4 tháng trong quá khứ.
Tsunoda (角田)
Lồng tiếng bởi: Rina Inoue (tiếng Nhật), G. K. Bowes (tiếng Anh)
Tsunoda là một đồng nghiệp linh dương gazelle vui tươi của Retsuko, là người thường xuyên lấy lòng Ton để giữ vị trí thuận lợi và giảm bớt khối lượng công việc của chính mình. Cách tiếp cận không biết xấu hổ của cô ấy đối với chính trị văn phòng và ngôi sao trên mạng xã hội khiến cô ấy bị nhiều người chỉ trích. Tuy nhiên, cô ấy có sự tự nhận thức cao về bản thân và chân thật hơn so với tính cách của cô ấy. Cô ấy là một chuyên gia trong việc phân biệt trạng thái cảm xúc và tinh thần của những người xung quanh. Khi bộ phim tiếp tục, cô ấy dần dần phát triển tình bạn thân thiết hơn với Fenneko.
Komiya (小宮)
Lồng tiếng bởi: Sota Arai (tiếng Nhật), Todd Haberkorn (tiếng Anh)
Komiya là cấp dưới cánh tay phải meerkat của Ton. Giống như Tsunoda, Komiya rất thích Ton, nhưng anh ấy dường như làm vậy vì sự ngưỡng mộ thực sự dành cho Ton trong khi Tsunoda chỉ làm như vậy vì lợi ích đã tính toán của riêng cô ấy. Trong Mùa 3 tiết lộ rằng anh ấy điều hành một blog nổi tiếng về các thần tượng JPop và trở thành một người hâm mộ cuồng nhiệt của Retsuko sau khi xem cô ấy hát trên sân khấu.
Tsubone (坪根)
Lồng tiếng bởi: Maki Tsuruta (tiếng Nhật), Debra Cardona (tiếng Anh)
Tsubone là một con rồng Komodo và là đàn chị của Retsuko trong phòng kế toán. Cô ấy rất trịch thượng và được cho là thích xem người khác thất bại, thường bằng cách đưa cho họ một trong nhiều lọ đồ ăn nhẹ kín khí của cô ấy để mở. Giống như Ton, cô ấy thường sử dụng thâm niên của mình để giao thêm công việc cho Retsuko. Cô ấy được cho là có một mối quan hệ đáng kể với Ton, đã làm việc trong bộ phận Kế toán gần như cùng thời gian với anh ấy. Tương tự như vậy, cô ấy cũng mù công nghệ và tỏ ra phòng thủ khi được yêu cầu cập nhật cách làm việc.
Kabae (カバ恵)
Lồng tiếng bởi: Yuki Takahashi (tiếng Nhật), Misty Lee (tiếng Anh)
Kabae là đồng nghiệp hà mã hay nói chuyện của Retsuko. Kabae là một phụ nữ trung niên thường xuyên bị cho là người tung tin đồn của công ty. Cô ấy dễ bị kích động bởi những câu chuyện phiếm mới nhưng tuyên bố sẽ không bao giờ lan truyền bất cứ điều gì ác ý. Cô kết hôn hạnh phúc với chồng và có ba đứa con ở nhà. Tính cách người mẹ của cô ấy, khi được áp dụng tại nơi làm việc, có kết quả phân cực đối với những người lao động trẻ hơn tại văn phòng. Trong Mùa 4, cô ấy tiết lộ rằng cô ấy có một số kỹ năng gián điệp và tàng hình đáng kể, đồng thời cũng chỉ cho Retsuko cách lẻn quanh các trục thông gió của tòa nhà văn phòng.
Resasuke (れさすけ)
Lồng tiếng bởi: Shingo Kato (tiếng Nhật), Max Mittelman (tiếng Anh)
Reasuke là bạn trai gấu trúc đỏ một thời và bị lãng quên của Retsuko trong Mùa 1, là người làm việc trong Bộ phận Kinh doanh tại công ty thương mại của họ. Được đặt biệt danh là "Pocket Prince" (lồng tiếng Nhật) hay "Space Cadet" (lồng tiếng Anh), anh ta thường xuyên đặt giới hạn, vô trách nhiệm với nhiệm vụ công việc, ăn nói nhẹ nhàng và không có nhận thức về xã hội. Anh ấy có một bộ sưu tập lớn các loại cây phát triển tốt ở nhà, cho thấy rằng đặc điểm của anh ấy là một cách chơi chữ của thuật ngữ tiếng Nhật 草食(系)男子 (herbivore men).
Anai (穴井)
Lồng tiếng bởi: Sota Arai (tiếng Nhật), Billy Kametz (Mùa 2-4), Ricco Fajardo (Mùa 5) (tiếng Anh)
Anai là con lửng Nhật Bản vừa tốt nghiệp đại học và là người mới được thuê trong bộ phận kế toán của Retsuko từ Mùa 2. Bề ngoài, anh ấy rất vui vẻ và háo hức, nhưng không xem nhẹ bất kỳ loại phản hồi nào, coi đó như một cuộc tấn công cá nhân. Điều này khiến anh ta bị quấy rối thần kinh, và bất cứ ai "chỉ trích" anh ta qua email đều bị yêu cầu một lời xin lỗi bằng văn bản và ghi âm tất cả các cuộc trò chuyện trong tương lai với nguy cơ leo thang. Do đó, các kỹ năng xã hội và chuyên môn của anh ấy rất mờ nhạt, mặc dù cách tiếp cận của anh ấy trước những lời chỉ trích cũng khiến anh ấy miễn nhiễm với chính trị văn phòng mà những người khác tự do thực hiện. Tuy nhiên, anh ấy dễ tiếp thu cách tiếp cận như một người mẹ của Kabae và dần dần học cách hòa đồng với mọi người thông qua cô ấy, cho thấy rằng anh ấy thường xuyên phải chịu đựng sự lo lắng tột độ. Anh ấy cũng là một đầu bếp xuất sắc và sau đó bán thức ăn nấu tại nhà của mình cho đồng nghiệp. Trong Mùa 3, anh ấy trở nên ổn định hơn về mặt cảm xúc sau khi tìm được bạn gái và viết sách dạy nấu ăn như một công việc phụ.
Tadano (只野)
Lồng tiếng bởi: Chiharu Sasa (tiếng Nhật), Griffin Burns (tiếng Anh)
Tanado là một con lừa và là bạn trai của Retsuko trong mùa 2. Tanado ban đầu được thể hiện là một kẻ lười biếng, thất nghiệp, nhưng sau đó anh sáng lập công ty AI của riêng mình. Công ty này đang nhanh chóng tăng giá và vừa cực kỳ giàu có vừa thông minh. Sự lười biếng của Tadano được cho là do anh ta nhanh chóng mất hứng thú với bất kỳ công việc nào mà anh ta cho là tầm thường, và luôn cố gắng đưa chương trình AI của mình đến với đại chúng với hy vọng đưa xã hội vượt qua chủ nghĩa tư bản giai đoạn cuối, hỗ trợ các chương trình như thu nhập cơ bản vô điều kiện. Retsuko dần dần phải lòng Tadano sau khi gặp anh ta trong lớp học lái xe, nhưng cô không biết danh tính thực sự của anh ta và bắt đầu một mối quan hệ hạnh phúc, chân chính với anh ta. Tuy nhiên, mối quan hệ kết thúc khi Tadano tiết lộ rằng anh không quan tâm đến việc có con hay kết hôn. Tadano vẫn là một nhân vật có mặt trong các mùa sau, kết bạn với những người xung quanh Retsuko và tiếp tục hỗ trợ cô ấy và bạn bè của cô ấy mà không yêu cầu đáp lại bất cứ điều gì.
Mẹ của Retsuko
Lồng tiếng bởi: Maki Tsuruta (tiếng Nhật), Kaitlyn Robrock (tiếng Anh)
Người mẹ gấu trúc đỏ hống hách của Retsuko, hiện chưa được đặt tên. Bắt đầu từ mùa 2, cô ấy thường xuyên đến thăm Retsuko mà không báo trước, cố gắng gây áp lực buộc cô ấy phải kết hôn với một trong nhiều anh chàng độc thân được tìm thấy qua mai mối. Bất chấp những hành động đáng ngờ của cô ấy, chẳng hạn như sao chép chìa khóa căn hộ của Retsuko mà không xin phép cô ấy, cô ấy thực sự quan tâm đến sức khỏe của Retsuko và cho con gái mình nhiều cơ hội hơn để trưởng thành bằng cách thường xuyên gây áp lực tinh thần lớn, đẩy cô ấy ra khỏi vùng "làm việc, ở nhà, điện thoại, ngủ" (work, home, phone, sleep) thoải mái của mình, cũng như nấu ăn và dọn dẹp cho cô ấy khi cô ấy đến thăm.
Hyodo (豹堂)
Lồng tiếng bởi: Sota Arai (tiếng Nhật), SungWon Cho (tiếng Anh)
Hyodo là một con báo hoa mai làm công việc lau cửa sổ tại tòa nhà của Retsuko vào ban ngày và là người quản lý của nhóm nhạc thần tượng đang lên "OTM Girls" (viết tắt của Ōtemachi) vào ban đêm. Retsuko lần đầu gặp anh ta khi cô vô tình đâm vào chiếc xe tải của anh ta, buộc cô phải nhận công việc thứ hai là giám đốc kế toán của tập đoàn để trả nợ. Khi Hyodo vô tình phát hiện ra cô ấy hát death metal tại điểm karaoke quen thuộc của cô, anh ấy quyết định chuyển OTM Girls sang phong cách kết hợp pop/metal và ép buộc Retsuko làm trung tâm của nhóm. Anh ấy giữ bí mật về công việc hàng ngày của mình với các cô gái, cho thấy cảm giác xấu hổ về điều đó. Mặc dù rất hung hăng và đáng sợ, nhưng sự tức giận của anh ta được coi là bình phong để che đậy cảm xúc của anh ta về những thất bại và kém cỏi của bản thân, vì anh ta rất nghèo về tài chính.
Manaka (マナカ)
Lồng tiếng bởi: SAYUMI (tiếng Nhật), Deva Marie Gregory (tiếng Anh)
Manaka là một con chinchilla và là ca sĩ chính của OTM Girls. Trái ngược hoàn toàn với tính cách cực kỳ thụ động của Retsuko, Manaka rất tự tin và bộc trực. Cô ấy thường cư xử như một ngôi sao, nhưng cô ấy thực sự quan tâm đến những người xung quanh mình, bao gồm cả Retsuko. Tính cách táo bạo của cô ấy xuất phát từ việc cô ấy không mong muốn cũng như không quan tâm đến sự chấp thuận của người khác, đồng thời khuyến khích Retsuko bớt sợ làm người khác khó chịu, tai nạn hay cách khác. Khi cô ấy không biểu diễn, cô ấy là nhân viên bán hàng tại một cửa hàng tiện lợi địa phương.
Inui (戌井)
Lồng tiếng bởi: Rina Inoue (tiếng Nhật), Abby Trott (tiếng Anh)
Inui là một cô chó Borzoi làm việc trong bộ phận Tổng hợp tại công ty của Retsuko. Được giới thiệu trong mùa 3, Inui là một người phụ nữ ngọt ngào, dịu dàng và chu đáo, luôn cố gắng theo đuổi mối quan hệ với Haida sau một cuộc gặp gỡ tình cờ. Mặc dù ban đầu họ có một khởi đầu thuận lợi do cùng yêu thích nhạc punk rock, nhưng Fenneko và Gori đều gây áp lực buộc Haida phải chấp nhận cô ấy, nhưng cuối cùng Haida đã từ chối. Mặc dù rõ ràng là bị tổn thương, Inui vẫn duyên dáng chấp nhận lời từ chối.
Himuro (ヒムロ)
Lồng tiếng bởi: Yōhei Azakami (tiếng Nhật), Trevor Devall (tiếng Anh)
Himuro là một con chó Saluki làm Giám đốc đối ngoại của công ty Retsuko. Được giới thiệu trong mùa 4, Himuro được thăng chức làm Giám đốc điều hành sau khi Giám đốc điều hành ban đầu nhập viện. Anh ấy rất nghiêm khắc và có thể là bị bệnh tâm lý, ưu tiên sự tuân theo và quyết tâm hiện đại hóa công ty bằng bất cứ giá nào. Trong khi các phương pháp hợp lý về mặt tài chính ban đầu của anh ấy, Himuro bắt đầu sa thải nhân viên trong Phòng Kế toán để tiết kiệm chi phí và thăng chức cho Haida lên làm Giám đốc Kế toán. Do bị bao vây bởi các thành viên hội đồng quản trị thù địch, những người coi anh như một kẻ ngoại đạo mới nổi, Himuro cuối cùng phải ra lệnh cho Haida sáng tạo kế toán. Anh ta nghỉ việc sau khi bị các thành viên khác của Phòng Kế toán vạch trần hành vi gian lận.
Shikabane (シカバネ)
Lồng tiếng bởi: Mewhan (tiếng Nhật), Lisa Reimold (tiếng Anh)
Shikabane là một con chồn hôi màu tím 21 tuổi được giới thiệu trong mùa 5, là một người đang vỡ mộng về tình trạng của thế giới xung quanh mình. Cô ấy là một nhân vật trầm tính, sống trong một quán cà phê internet và đắm mình trong thế giới trực tuyến trong khi làm công việc tự do để duy trì lối sống của mình. Cô và Haida gặp nhau trong một trò chơi điện tử trực tuyến; cô ấy đóng vai một nhân vật nam vì những người bạn trước đó bày tỏ mong muốn thiết lập các mối quan hệ sau khi biết cô ấy là con gái. Haida cố gắng khuyến khích cô ấy làm nhiều hơn với cuộc sống của mình nhưng cuối cùng Retsuko đã cố gắng khuyến khích cô ấy thông qua karaoke, và cô ấy quyết định tìm nhà ở.

## Truyền thông

### TV anime
Một series 100 tập phim hoạt hình ngắn dài một phút do Rarecho đạo diễn và được Fanworks phát sóng trên Tokyo Broadcasting System Television từ ngày 2 tháng 4 năm 2016 đến ngày 31 tháng 3 năm 2018, như một phần của chương trình truyền hình Ō-sama Brunch. Pony Canyon bắt đầu phát hành phim ngắn trên DVD từ ngày 18 tháng 1 năm 2017.

### Trò chơi di động
Vào tháng 7 năm 2020, trò chơi di động Aggretsuko: The Short Timer Strikes Back được Hive phát hành cho các thiết bị Android và iOS. Trò chơi này là một trò chơi giải đố xếp hình với tiền đề là Aggretsuko bắt đầu làm việc để xây dựng đồ đạc trong tòa nhà công ty mới, tương tự với các trò chơi như Gardenscapes. Đối với mỗi 10 cấp độ hoàn thành, người dùng có thể tải xuống và xem các tập của TV Anime ngắn dài một phút ban đầu.

### Series trên Netflix
Một loạt phim gốc của Netflix đã được công bố vào tháng 12 năm 2017, với Rarecho trở lại làm đạo diễn và biên kịch tại Fanworks. Mùa 1, bao gồm mười tập, được phát hành trên toàn thế giới vào ngày 20 tháng 4 năm 2018. Mùa 2 được phát hành vào ngày 14 tháng 6 năm 2019. Mùa 3 được công chiếu vào ngày 27 tháng 8 , 2020. Mùa 4 được công chiếu vào ngày 16 tháng 12 năm 2021. Mùa 5 và cũng là mùa cuối cùng được phát hành vào ngày 16 tháng 2 năm 2023.
Một tập Giáng sinh đặc biệt đã được phát hành vào ngày 20 tháng 12 năm 2018.

#### Tổng quan series
| Mùa | Mùa      | Số tập | Số tập | Phát hành gốc        | Phát hành gốc        |
| --- | -------- | ------ | ------ | -------------------- | -------------------- |
|     | 1        | 10     | 10     | 20 tháng 4 năm 2018  | 20 tháng 4 năm 2018  |
|     | Đặc biệt | 1      | 1      | 20 tháng 12 năm 2018 | 20 tháng 12 năm 2018 |
|     | 2        | 10     | 10     | 14 tháng 6 năm 2019  | 14 tháng 6 năm 2019  |
|     | 3        | 10     | 10     | 27 tháng 8 năm 2020  | 27 tháng 8 năm 2020  |
|     | 4        | 10     | 10     | 16 tháng 12 năm 2021 | 16 tháng 12 năm 2021 |
|     | 5        | 10     | 10     | 16 tháng 2 năm 2023  | 16 tháng 2 năm 2023  |

#### Mùa 1 (2018)
| TT. tổng thể | TT. trong mùa phim | Tiêu đề                        | Ngày phát sóng gốc  |
| --- | ------------------ | ------------------------------ | ------------------- |
| 1 | 1                  | "A Day in the Life of Retsuko" | 20 tháng 4 năm 2018 |
| Sau 5 năm làm việc tại cùng một công ty, nhân viên văn phòng Retsuko phải đối mặt với nhiều phiền toái hàng ngày. Cô ấy vô tình đến nơi làm việc bằng đôi dép của mình, tương tác với những đồng nghiệp, những người cứ quấn quít quanh sếp hoặc không quan tâm đến công việc. Sếp của cô, Ton, bắt cô làm những công việc tầm thường như lau bàn và pha trà cho anh ta, sau đó chất đống giấy tờ lên người cô, giữ cô đến khuya. Sau đó, cô ấy giải tỏa nỗi thất vọng của mình bằng cách đến một quán karaoke và hát death metal. |                    |                                |                     |
| 2 | 2                  | "A Good, Hard-working Girl"    | 20 tháng 4 năm 2018 |
| Khi đang đi mua sắm ở một cửa hàng quần áo, Retsuko bất ngờ gặp người bạn có tinh thần tự do của mình, Puko. Trong một bữa ăn tối cùng nhau tại một nhà hàng, Puko tiết lộ rằng cô ấy sẽ bắt đầu công việc kinh doanh của riêng mình và hỏi liệu Retsuko có muốn tham gia không. Retsuko do dự vì cô ấy không thể rời bỏ công việc của mình. Tuy nhiên, sau khi chịu đựng nhiều thất vọng hơn trong công việc:Tsubone đưa cho cô ấy nhiều giấy tờ hơn, và cô ấy nhìn Ton và Komiya không làm gì khác ngoài việc mơ mộng được chơi golf, cô ấy quyết định nghỉ việc. |                    |                                |                     |
| 3 | 3                  | "Short-timer"                  | 20 tháng 4 năm 2018 |
| Retsuko bày tỏ sự thất vọng của mình với ông chủ trên truyền hình khi đi dạo ở Shibuya. Với tia hy vọng rằng cô ấy có thể nghỉ việc và bắt đầu làm việc tại cửa hàng của Puko, Retsuko cố gắng ngăn đồng nghiệp của mình biết về điều này và ngày càng có xu hướng chống lại cấp trên của mình. Tuy nhiên, sau khi biết rằng công việc mơ ước của cô ấy không phải là điều cô ấy mong đợi, kế hoạch nghỉ việc của cô ấy đã thất bại. Tệ hơn nữa, Giám đốc Ton và Komiya phát hiện ra rằng Retsuko đang tìm cách nghỉ việc và biết về kế hoạch của cô ấy, do đó Giám đốc Ton đặt biệt danh cho cô ấy là "Short-Timer" và sẽ lạm dụng quyền lực để khiến cô ấy phải làm việc nhiều hơn. |                    |                                |                     |
| 4 | 4                  | "Walking Down the Aisle"       | 20 tháng 4 năm 2018 |
| Retsuko và bạn của cô ấy đang đến dự tiệc cưới. Họ nhận xét rằng cặp đôi này rất hợp nhau và Retsuko đã dùng phần lớn số tiền của mình làm quà cưới. Ngay sau đó, khi cô ấy nhận được cuộc gọi từ người bạn của mình rằng cặp đôi sắp ly hôn, cô ấy đã bực bội vì đã cho đi số tiền đó. Nhưng sau khi nghĩ đến chuyện kết hôn, Retsuko cho rằng nếu kết hôn, cô sẽ có thể nghỉ việc. Khi kế hoạch bắt đầu, cô bắt đầu tham gia các lớp học yoga, nơi cô gặp gỡ và kết bạn với những người đồng nghiệp của mình là Gori và Washimi. Trên đường trở về nhà, Retsuko nhận được cuộc gọi từ bạn của cô ấy rằng cặp đôi đã quay lại với nhau một lần nữa, vì vậy số tiền đưa cho họ không hề lãng phí. |                    |                                |                     |
| 5 | 5                  | "Exposed"                      | 20 tháng 4 năm 2018 |
| Retsuko vẫn tiếp tục công việc hàng ngày của mình, tham gia các lớp học yoga với Gori và Washimi, đồng thời làm việc trong văn phòng và bị cấp trên lạm dụng. Một đêm nọ, khi đang đi bộ về phía nhà ga, Gori và Washimi cuối cùng đã đưa Retsuko đến quán karaoke quen thuộc của cô ấy, khiến cô ấy rất thất vọng. Ghi chú mà người hướng dẫn yoga của họ đưa cho Gori tiết lộ một số bài hát để cô ấy nhập vào máy hát tự động. Khi bài hát được phát, Retsuko cuối cùng cũng thể hiện tình yêu của mình với các bài hát death metal, đồng thời tiết lộ việc mình trút bỏ nỗi thất vọng qua karaoke. |                    |                                |                     |
| 6 | 6                  | "Stoking Rebellion"            | 20 tháng 4 năm 2018 |
| Tại nơi làm việc, Retsuko liên tục bị Giám đốc Ton và các cấp trên khác lạm dụng, mặc dù cô nhận thấy Tsunoda dễ dàng hòa thuận với ông chủ như thế nào. Retsuko quyết định đi ăn tối với Tsunoda vào một buổi tối, hỏi cô ấy những lời khuyên về cách làm lành với ông chủ. Kế hoạch thất bại khi Retsuko làm lành với ông chủ không đúng lúc. Khi biết về những rắc rối của Retsuko, Washimi sử dụng mối quan hệ của mình với chủ tịch công ty để giúp đỡ cô ấy. Vì vậy, trong đêm đó, chủ tịch đã cảnh báo Giám đốc Ton. Ton thầm không vui về điều đó. |                    |                                |                     |
| 7 | 7                  | "The Duel"                     | 20 tháng 4 năm 2018 |
| Sáng hôm sau, Giám đốc Ton có hành động tốt khác thường, khiến tất cả đồng nghiệp trong Phòng Kế toán sợ hãi. Ton muốn tìm ra ai đã báo cáo anh ta với chủ tịch. Đêm đó tại một bữa tiệc ở văn phòng, Retsuko hy vọng cô ấy có thể giải thích rõ ràng với Giám đốc Ton, chỉ để Ton xác định rằng chính Retsuko đã báo cáo anh ta. Trong một cuộc đấu karaoke, Ton đã rap về việc Retsuko vô dụng như thế nào. Retsuko đang gần như tuyệt vọng, quyết định thể hiện hình thái thịnh nộ của mình và đáp trả bằng death metal, đánh gục mọi người. |                    |                                |                     |
| 8 | 8                  | "The Out of Pocket Prince"     | 20 tháng 4 năm 2018 |
| Retsuko cố gắng giữ bí mật về hình dạng death metal của mình với Fenneko và Haida. Cô ấy xin lỗi Ton rất nhiều, nhưng may mắn thay, anh ấy không nhớ bất cứ điều gì đã xảy ra trong bữa tiệc văn phòng. Tsunoda mời Retsuko tham gia một buổi hòa nhạc văn phòng, và cuối cùng cô ấy cũng bị thuyết phục tham gia. Fenneko cũng tham gia sau khi Haida nhờ cô ấy bảo vệ Retsuko. Tại văn phòng, Retsuko bắt đầu trò chuyện vui vẻ với Resasuke qua tin nhắn văn bản, một nhân viên từ Phòng Tiếp thị Bán hàng. Sau khi nôn vì say, Resasuke đã chăm sóc cô. Kể từ giây phút đó, cô cảm thấy cuối cùng mình đã tìm thấy chàng trai trong mơ của mình. |                    |                                |                     |
| 9 | 9                  | "A Rosy World"                 | 20 tháng 4 năm 2018 |
| Retsuko phải lòng Resasuke mà không biết mọi thứ thực sự tồi tệ như thế nào. Cô ấy dường như mắc kẹt trong trạng thái cuồng yêu. Retsuko bắt đầu dành nhiều thời gian hơn cho Resasuke, cho anh ấy rất nhiều cà phê đóng hộp với những tin nhắn Post-it. Họ cùng nhau đến một công viên giải trí. Mặc dù việc đi lại nhiều khiến cổ chân cô bị xước gót đến mức chảy máu và những cơn gió lạnh cóng khiến cô bị cảm lạnh, Retsuko vẫn tiếp tục vui vẻ với anh, và quyết định không trút nỗi bực dọc của mình trong quán karaoke. |                    |                                |                     |
| 10 | 10                 | "The Dream Ends"               | 20 tháng 4 năm 2018 |
| Retsuko tiếp tục đi chơi với Resasuke trong khi vẫn chịu đựng nỗi đau mà cô ấy đang trải qua. Haida biết rằng Retsuko đang hẹn hò với Resasuke, và cảm thấy tồi tệ vì không đủ can đảm để rủ cô ấy đi chơi. Khi đến gần cuối quý, Phòng Kế toán phải dốc toàn lực cho báo cáo cuối kỳ trong khi giải quyết tình trạng thiếu nhân viên (Haida nhập viện, Tsubone bị gãy tay khi cố mở lọ bánh quy, còn Kabae thì bị bị buộc tội là gián điệp và bị chính quyền giam giữ). Giám đốc Ton nói chuyện hợp lý với Retsuko về tình hình hiện tại của cô ấy, và cuối cùng cô ấy được phép giúp đơn vị hoàn thành báo cáo. Đêm đó, cô đưa Resasuke đến quán karaoke để trút hết nỗi bực dọc. Sau khi hát death metal, cô ấy thoát khỏi trạng thái cuồng yêu và nhìn thấy con người thật của Resasuke, một "herbivore men". Ngày hôm sau, Retsuko và Fenneko đến thăm Haida, nơi Haida thú nhận tình cảm của mình với Retsuko. Trở lại văn phòng, mọi thứ trở lại bình thường, Retsuko tiếp tục làm việc của mình và vẫn bị cấp trên lạm dụng. |                    |                                |                     |

#### Tập đặc biệt (2018)
| TT. tổng thể | TT. trong mùa phim | Tiêu đề                         | Ngày phát sóng gốc   |
| --- | ------------------ | ------------------------------- | -------------------- |
| – | –                  | "We Wish You a Metal Christmas" | 20 tháng 12 năm 2018 |
| Retsuko bị ám ảnh bởi việc nhận được lượt thích trên Instagram đến nỗi cô ấy quên lập kế hoạch cho đêm Giáng sinh. Haida trải qua một cơn ác mộng, hồi tưởng lại việc Retsuko từ chối anh trong bệnh viện. Anh ấy cố gắng mời Retsuko đến một bữa tiệc Giáng sinh, nhưng lại thôi vì sợ bị từ chối. Giám đốc Ton bắt Retsuko làm việc quá sức trong đêm, do đó bỏ lỡ lễ đón Giáng sinh. Trong cơn tuyệt vọng, cô ấy tạo ra một bữa tối đơn giản trong văn phòng để đăng lên Instagram cho đêm Giáng sinh. Lo sợ cô ấy có thể ở một mình, Haida nhanh chóng lên đường đi tìm cô ấy. Trong khi đó, Gori và Washimi kết thúc việc đi chơi với Retsuko do kế hoạch của họ bị thất bại. Ba người họ ăn ramen cho bữa ăn đêm Giáng sinh. Sau bữa ăn, Retsuko gặp Haida và cả hai cùng nhau trở về nhà. |                    |                                 |                      |

#### Mùa 2 (2019)
| TT. tổng thể | TT. trong mùa phim | Tiêu đề                     | Ngày phát sóng gốc  |
| --- | ------------------ | --------------------------- | ------------------- |
| 11 | 1                  | "Time to Grow Up"           | 14 tháng 6 năm 2019 |
| Retsuko ngày càng thất vọng với tính cách hống hách của mẹ mình. Nó bắt đầu với một cuộc gọi dữ dội từ mẹ cô ấy, sau đó mẹ cô ấy mua một bộ đồ hầu gái cosplay cho cô ấy, và cuối cùng khi mẹ cô ấy bí mật đến thăm và Retsuko nhầm cô ấy với một tên trộm. Mẹ của Retsuko yêu cầu cô tham gia một cuộc gặp đã được sắp xếp trước với một người cầu hôn, làm Retsuko hoàn toàn bất bình với mẹ vì đã sắp xếp cuộc gặp trái với ý muốn của bà. |                    |                             |                     |
| 12 | 2                  | "The New Hire Named Anai"   | 14 tháng 6 năm 2019 |
| Công ty thuê một nhân viên mới tên là Anai, thoạt nhìn có vẻ tốt bụng và háo hức. Giám đốc Ton chỉ định Retsuko huấn luyện Anai thật tốt. Theo yêu cầu của mẹ cô, Retsuko gặp người cầu hôn, người hóa ra là một chàng trai đủ tốt. Trong quá trình làm việc, Retsuko dạy Anai cách thực hiện công việc, nhưng anh ấy cực kỳ lo lắng và liên tục mắc lỗi. Retsuko nhận xét về màn trình diễn của anh ấy, nhưng Anai coi những lời đó là công kích cá nhân anh ấy. Anh ta bắt đầu viết những e-mail chỉ trích liên tục cho Retsuko, cho rằng cô ấy lạm dụng và yêu cầu trả lời bằng văn bản cho những lời cáo buộc của anh ta càng sớm càng tốt. |                    |                             |                     |
| 13 | 3                  | "Double Moratorium"         | 14 tháng 6 năm 2019 |
| Retsuko từ chối kết hôn với Shirota, viện ra nhiều lý do khác nhau để che giấu sự thật rằng cô ấy sợ kết hôn. Ton mắng Retsuko vì Anai không tiến bộ trong công việc, nhưng Retsuko cố gắng che giấu sự thật rằng mỗi khi cô ấy cố gắng hướng dẫn cho Anai, anh ta lại tống tiền cô ấy bằng cách ghi âm giọng nói của cô ấy. Cô ấy liên tục nhận được e-mail từ anh ta, yêu cầu câu trả lời bằng văn bản cho những lời buộc tội của anh ta. Khi cô ấy gặp Anai bên trong Phòng Lưu trữ, Retsuko cuối cùng đã vượt khỏi giới hạn. Cô ấy nói về điều này với Gori và Washimi, và cả hai đều gợi ý với cô ấy rằng Retsuko nên nhẹ nhàng với Anai, vì những đứa trẻ như anh ấy rất sợ lớn lên. Nhưng khi đi tìm Anai, cô ấy phát hiện ra rằng anh ấy đã nghỉ phép sau khi lần đầu tiên gửi fax cho Giám đốc Ton về việc Retsuko đã "lạm dụng" anh ấy như thế nào. Lo sợ cho bản thân, Retsuko quyết định thử chạy trốn bằng cách học lái xe. |                    |                             |                     |
| 14 | 4                  | "Unavoidable Impact"        | 14 tháng 6 năm 2019 |
| Retsuko tiếp tục học lái xe và kết bạn với một chú lừa thoải mái tên là Tadano. Tại nơi làm việc, công ty đang lên kế hoạch tổ chức sự kiện Ngày Tri ân Gia đình, với mỗi Bộ phận sẽ lên kế hoạch đóng góp một thứ gì đó cho các gian hàng thực phẩm. Thật bất ngờ, Giám đốc Ton chỉ định Retsuko làm việc với Anai để chuẩn bị quầy hàng cho Phòng Kế toán. Đây là một cơn ác mộng đối với Retsuko, vì cô ấy muốn càng xa Anai càng tốt, vì vậy cô ấy chọn làm tất cả công việc gian hàng một mình. Haida cho rằng Anai không muốn giúp Retsuko, nhưng điều này kích hoạt cơ chế bảo vệ của Anai: anh ấy viết e-mail cho Haida về "những cuộc tấn công vào nhân cách của anh ấy" và yêu cầu phản hồi bằng văn bản. |                    |                             |                     |
| 15 | 5                  | "United Front"              | 14 tháng 6 năm 2019 |
| Haida nhận ra những gì Retsuko đã phải đối mặt với Anai. Retsuko và Fenneko đang cố gắng hết sức để kiểm soát Anai. Mọi kế hoạch đều thất bại, bao gồm cả việc yêu cầu Tsunoda sử dụng sự quyến rũ của cô ấy và Giám đốc Ton sử dụng tính hiếu chiến của mình. Trước sự ngạc nhiên của mọi người, Kabae có thể kiểm soát Anai bằng cách cư xử như một người mẹ với anh ấy. Tại trường dạy lái xe, Tadano gợi ý rằng Retsuko nên làm lành với Anai trong sự kiện này. Vào Ngày Tri ân Gia đình, gian hàng yakisoba của Phòng kế toán hoạt động không tốt vì Retsuko không phải là một đầu bếp giỏi, cho đến khi Kabae thuyết phục được Anai thay cô nấu ăn. Anai hóa ra là một đầu bếp xuất sắc và gian hàng trở nên thành công rực rỡ. Với kinh nghiệm này, Retsuko làm hòa với Anai. |                    |                             |                     |
| 16 | 6                  | "Unknown Future"            | 14 tháng 6 năm 2019 |
| Sau sự kiện, Anai cuối cùng cũng bắt tay vào công việc. Anh cung cấp dịch vụ ăn trưa giá rẻ, nấu các bữa ăn và bán cho đồng nghiệp. Retsuko một lần nữa xem xét lời khuyên của mẹ cô về việc tìm "nửa kia" sau khi nhận ra rằng cô đang sa vào lối mòn. Retsuko tham gia một bữa tiệc mai mối và bất ngờ gặp Gori, người cũng đang tìm kiếm một người cầu hôn. Cả hai đều phải lòng cùng một chàng trai, người hóa ra lại là một diễn viên được trả lương. Tại trường dạy lái xe, Retsuko đã vượt qua kỳ thi và chính thức được cấp bằng, nhưng cô phát hiện ra rằng Tadano đã rời trường. |                    |                             |                     |
| 17 | 7                  | "Growing Affection"         | 14 tháng 6 năm 2019 |
| Sau khi nhận được giấy phép, Retsuko đưa bạn của cô ấy là Gori và Washimi đi du lịch. Trong chuyến đi, Washimi tiết lộ rằng cô ấy đã kết hôn một lần nhưng đã ly hôn sau 4 tháng. Điều này gây ra một cuộc tranh cãi gay gắt giữa Washimi và Gori, và họ bắt đầu xa nhau. Chuyến đi kết thúc với sự cạnh tranh hình thành giữa Washimi và Gori. Cuối cùng, Retsuko hỏi Kabae về hôn nhân, và Kabae kể cho cô ấy nghe câu chuyện về cách cô ấy gặp chồng mình. Chủ tịch công ty báo cáo với Gori và Washimi rằng một doanh nhân sẽ đến công ty để thuyết trình. |                    |                             |                     |
| 18 | 8                  | "He Lives Above the Clouds" | 14 tháng 6 năm 2019 |
| Tadano được tiết lộ là CEO của một công ty công nghệ. Anh ấy đã và đang phát triển một AI sẽ tự động hóa nhiều lĩnh vực hơn trong xã hội. Retsuko nói về vị khách đặc biệt của công ty, nhưng phát hiện ra rằng Gori và Washimi vẫn là đối thủ của nhau. Tadano tình cờ gặp Retsuko trên phố và anh rủ cô đi chơi. Retsuko cảm thấy rằng cô ấy có thể yêu Tadano, và họ bắt đầu hẹn hò. |                    |                             |                     |
| 19 | 9                  | "She's Dreaming"            | 14 tháng 6 năm 2019 |
| Retsuko tận hưởng cuộc sống mới khi hẹn hò với Tadano, người có vẻ tốt đến khó tin. Fenneko và Kabae nhận ra cô ấy đang hẹn hò với một người giàu có từ các bài đăng trên mạng xã hội của Retsuko. Cô tham gia một trò chơi golf kinh doanh với Tadano, khi bất ngờ có sự tham gia của Giám đốc Ton. Sau trận đấu, Ton phát hiện ra một tay săn ảnh đang chụp ảnh cả hai, và người này đã bị Fenneko và Kabae phát hiện. Một đêm nọ, Retsuko thú nhận tình yêu của mình với Tadano. Tại nơi làm việc, Giám đốc Ton cảnh báo Retsuko về việc đi chơi với Tadano. Tin tức nhanh chóng lan truyền trên mạng xã hội về mối quan hệ của Retsuko với Tadano. Gori và Washimi xem tin tức và quyết định hành động, gạt bỏ những khác biệt của họ sang một bên vì lợi ích của Retsuko. Retsuko không lo lắng về những bình luận không hay trên mạng xã hội, nhưng cô bị sốc khi phát hiện ra rằng Tadano không quan tâm đến hôn nhân.            |                    |                             |                     |
| 20 | 10                 | "Wonderful Life"            | 14 tháng 6 năm 2019 |
| Tin tức phát sóng về mối quan hệ của Retsuko, và cô biết được những bình luận của Tadano về hôn nhân. Vì không muốn để anh ta ra đi, Retsuko quyết định rằng cô ấy có thể sẽ sống theo lối sống của Tadano, và Tadano yêu cầu cô ấy nghỉ việc và sống với anh ta. Trong khi đó, Gori và Washimi gọi Haida đến để giúp Retsuko. Tại nơi làm việc, Giám đốc Ton trách Retsuko về Tadano, nói rằng anh ấy quá khác biệt với cô ấy. Đêm đó, Retsuko cùng với Haida, Gori và Washimi đưa Tadano đến quán karaoke quen thuộc. Ở đó, Retsuko thể hiện bản thân qua karaoke, thừa nhận rằng cô ấy muốn kết hôn và cô ấy không thể sống thật với chính mình nếu ở lại với Tadano. Vì vậy, mối quan hệ kết thúc. Vài ngày sau, Retsuko tiếp tục cuộc sống của mình và cả hai đều đường ai nấy đi. |                    |                             |                     |

#### Mùa 3 (2020)
| TT. tổng thể | TT. trong mùa phim | Tiêu đề                     | Ngày phát sóng gốc  |
| --- | ------------------ | --------------------------- | ------------------- |
| 21 | 1                  | "The Blessings of Life"     | 27 tháng 8 năm 2020 |
| Khi chuyện tình cảm kết thúc, Retsuko lấp đầy khoảng trống bằng một người bạn trai ảo, kỳ lân Seiya, nhưng lại liều lĩnh mua thiết bị chơi. Với số tiền tiết kiệm gần như cạn kiệt, cô ấy sống ngày qua ngày bằng cách chỉ ăn vỏ bánh mì. Trong khi đó, Haida biết rằng Anai đã có bạn gái và nhanh chóng rơi vào vòng xoáy khủng hoảng hiện hữu về tình trạng mối quan hệ của chính mình. Retsuko sau đó đi spa với mẹ và nhận được một số tiền mặt hậu hĩnh từ mẹ làm tiền xăng, và quyết định chiêu đãi bản thân một số món ăn mang đi. Tuy nhiên, mọi thứ trở nên tồi tệ khi cô ấy vô tình lùi vào một chiếc ô tô mini van đang đậu trong bãi đậu xe của nhà hàng. |                    |                             |                     |
| 22 | 2                  | "Deep in the Hole"          | 27 tháng 8 năm 2020 |
| Con báo sở hữu chiếc xe tải nhỏ thu thập thông tin chi tiết về Retsuko và bỏ đi trước khi đưa danh thiếp của mình cho Retsuko. Hoang tưởng về tình trạng khó khăn về tài chính của mình, Retsuko đến gặp Gori để vay tiền nhanh, nhưng Gori đã thổi bay số tiền tiết kiệm của cô khi trả trước cho một dãy phòng mới. Gori cũng tiết lộ rằng cô ấy đang phát triển một ứng dụng hẹn hò, mà Retsuko trở thành người thử nghiệm bản beta để che đậy ý định ban đầu của cô ấy. Con báo gọi Retsuko lại và tự giới thiệu mình là Hyodo. Để bồi thường thiệt hại cho chiếc xe tải, Hyodo đã thỏa thuận với Retsuko rằng Retsuko sẽ làm việc cho anh ta để trả nợ. Hyodo đưa cô đến một câu lạc bộ đêm tồi tàn, nơi cô biết rằng Hyodo quản lý một nhóm nhạc thần tượng ngầm. |                    |                             |                     |
| 23 | 3                  | "A Sheltered Life"          | 27 tháng 8 năm 2020 |
| Tại câu lạc bộ đêm, Retsuko được giới thiệu với Manaka và hai thần tượng khác, những người đã thành lập OTM Girls do Hyodo quản lý. Do thức đêm ở câu lạc bộ đêm, Retsuko bắt đầu ngủ gật tại nơi làm việc. Washimi khuyến khích Retsuko cố gắng hết sức trong hoàn cảnh của mình và đưa cho cô ấy một số tiền mặt để giúp cô ấy nhẹ nhõm hơn. Retsuko quyết định giành quyền kiểm soát toàn bộ tài chính của nhóm nhạc thần tượng từ tay Hyodo để giúp họ thoát khỏi nợ nần. Trong khi đó, tại nơi làm việc, Haida gặp Inui và cả hai nhanh chóng gắn bó với nhau. |                    |                             |                     |
| 24 | 4                  | "Winds of Change"           | 27 tháng 8 năm 2020 |
| OTM Girls lần đầu tiên kiếm được lợi nhuận nhờ sự nhạy bén trong kinh doanh của Retsuko. Retsuko cũng mở một trang mạng xã hội chính thức của OTM Girls để ghi đè trang kiểu paparazzi của một người hâm mộ. Retsuko cũng thành lập kênh video dạy giọng death metal của riêng mình để kiếm một số doanh thu quảng cáo. Haida thân thiết với Inui sau cuộc chạm trán bất ngờ tại một cửa hàng băng đĩa. |                    |                             |                     |
| 25 | 5                  | "An Urchin in the Desert"   | 27 tháng 8 năm 2020 |
| Khi đang đưa Manaka đi tập bài hát mới của cô ấy trong một quán karaoke, Hyodo bất ngờ phát hiện Retsuko đang hát death metal. Ngày hôm sau, Hyodo thông báo rằng nhóm nhạc thần tượng sẽ thay đổi thể loại của họ và chỉ định Retsuko làm ca sĩ chính mới. Ban đầu, Retsuko từ chối vì cô ấy không muốn cho cả thế giới biết về giọng hát death metal của mình. Manaka bảo Retsuko hãy bước lên và đừng lo lắng về việc giẫm lên chân người khác. Cuối đêm đó, Retsuko bị áp lực và cuối cùng chấp nhận vai trò mới của cô là ca sĩ chính của OTM Girls. |                    |                             |                     |
| 26 | 6                  | "Crossroads"                | 27 tháng 8 năm 2020 |
| Sự nổi tiếng của nhóm tăng vọt sau khi được một blogger đánh giá tích cực, nhờ màn thể hiện death metal của Retsuko. Hyodo đề xuất bán đĩa CD với phiếu bắt tay cho phép người tiêu dùng bắt tay với thần tượng trong vài giây. Các đĩa CD bán hết nhanh chóng và nhóm bắt đầu tổ chức một buổi hòa nhạc ở Hokkaido. Lo lắng trước hành vi kỳ quặc của Retsuko, Haida đã bí mật theo cô đến Hokkaido. Tại Hokaiddo, Haida kết bạn với Tadano, người đã đưa anh trở lại Tokyo. Trở lại buổi hòa nhạc, blogger nâng cao vị thế của nhóm bắt tay với Retsuko, và được tiết lộ là Komiya. Komiya hứa với Retsuko sẽ giữ bí mật về cuộc sống thần tượng của cô ấy tại nơi làm việc. |                    |                             |                     |
| 27 | 7                  | "An Impenetrable Wall"      | 27 tháng 8 năm 2020 |
| OTM Girls nhận được lời đề nghị biểu diễn tại lễ hội nhạc rock. Hyodo đổi thương hiệu nhóm nhạc thành một ban nhạc và các thành viên phải học cách chơi nhạc cụ. Mối quan hệ của Haida với Inui tiến triển chậm và anh ấy tiếp tục gặp Tadano. Vào một đêm, Gori tham gia cùng hai người, nơi họ lại nói về Retsuko. Tadano quan tâm đến ứng dụng hẹn hò mới của Gori và giúp cô phát triển ứng dụng này. Đêm đó, Haida gọi cho Inui để nói với cô ấy rằng cô ấy có thể đến chỗ của anh ấy để xem anh ấy chơi bass. |                    |                             |                     |
| 28 | 8                  | "Bursting Her Bubble"       | 27 tháng 8 năm 2020 |
| Sự tận tâm của Manaka đối với việc thành thạo nhạc cụ đã truyền cảm hứng cho những người khác cố gắng. Retsuko cuối cùng đã nhờ Haida dạy cô ấy cách chơi guitar. Trước lời cảnh báo của Fenneko, Haida đồng ý với điều đó và mời cô ấy đến cùng ngày Inui đến ăn tối. Retsuko đến trước, học cách chơi hợp âm F. Sau khi cô ấy rời đi, Inui đến và làm bữa tối. Haida khó xử với Inui hơn đáng kể so với Retsuko, và khi phát hiện chiếc khăn tay màu hồng của Retsuko trong phòng tắm, Inui đột ngột rời khỏi nhà, bỏ bữa tối. Trước khi rời đi, cô ấy hỏi Haida rằng anh ấy có thích cô ấy nhiều như cô ấy thích anh ấy không. |                    |                             |                     |
| 29 | 9                  | "The End of the Moratorium" | 27 tháng 8 năm 2020 |
| Fenneko và Tsunoda mắng Haida vì thiếu quyết đoán giữa Inui và Retsuko. Ở một diễn biến khác, Giám đốc Ton biết về cuộc sống thần tượng của Retsuko thông qua các cô con gái của ông. Trong khi thừa nhận lý do của cô ấy, anh ấy đã cảnh báo cô ấy về sự nguy hiểm của cuộc sống thần tượng và đưa cho cô ấy tiền mặt để trả khoản nợ còn lại để cô ấy có thể rời đi. Nhưng Retsuko đã từ chối vì ngày càng yêu thích Manaka và những người khác cũng như làm cho nhóm có lợi nhuận đáng kể, khiến nhóm thần tượng vượt lên trên công việc hàng ngày của cô ấy. Manaka phát hiện ra rằng chủ nhân của trang mạng xã hội giả mạo OTM Girls đã tích cực theo dõi Retsuko. Sau đó tại một buổi hòa nhạc khác, trong sự kiện bắt tay, một người hâm mộ đến với 100 vé, cho anh ta 5 phút với Retsuko. Anh ta dành thời gian của mình để quấy rối Retsuko bằng lời nói và chỉ trích bản chất của các nhóm nhạc thần tượng, khiến mọi người kinh hãi. |                    |                             |                     |
| 30 | 10                 | "When You Count to Ten"     | 27 tháng 8 năm 2020 |
| Retsuko kinh sợ khi gặp phải người hâm mộ độc hại, nhưng phủ nhận rằng điều đó đang làm phiền cô ấy với nhóm. Thông qua nghiên cứu từ những người hâm mộ cuồng nhiệt khác, Hyodo phát hiện ra rằng người hâm mộ đã kết tội Retsuko cũng điều hành tài khoản của nhóm nhạc thần tượng giả mạo đó. Sau đó, nhiều bức ảnh hơn được đăng lên tài khoản giả mạo, tiết lộ đầy đủ địa chỉ, lịch trình làm việc và nhà riêng của Retsuko. Dù Manaka và Hyodo đã cố cảnh báo, Retsuko vẫn đảm bảo với họ rằng sẽ không có chuyện gì xảy ra. Người hâm mộ loạn trí sau đó cố gắng giết Retsuko bằng dao tiện ích vào ban đêm trên một con phố đông đúc, nhưng Haida đã nhanh chóng can thiệp. Trong lúc xô xát, Retsuko bị đập đầu và ngất đi. Inui hỗ trợ cả hai và quyết định ngừng theo đuổi mối quan hệ với Haida. Sau vụ tấn công, Retsuko khép mình khỏi thế giới, ở trong nhà của mẹ cô và đi làm lại sau vài ngày. Haida và Fenneko thảo luận với Gori và Washimi về cách đưa Retsuko trở lại với họ. Gori đăng ký Haida cho ứng dụng hẹn hò của cô ấy, và nó khiến cô ấy ngạc nhiên khi xác định rằng anh ấy là người phù hợp hoàn hảo cho Retsuko. Haida, lúc này đã bị ứng dụng thôi thúc, xông vào nhà Retsuko và kéo cô ấy đi hát karaoke để trút bầu tâm sự. Dù Retsuko một lần nữa từ chối tình cảm của Haida, Haida hứa sẽ giúp giữ an toàn cho cô. Retsuko cuối cùng đã trở lại làm việc và có dấu hiệu giao tiếp cởi mở hơn với Haida. |                    |                             |                     |

#### Mùa 4 (2021)
| TT. tổng thể | TT. trong mùa phim | Tiêu đề                 | Ngày phát sóng gốc   |
| --- | ------------------ | ----------------------- | -------------------- |
| 31 | 1                  | "Someone from Work"     | 16 tháng 12 năm 2021 |
| Sau khi rời OTM Girls, Retsuko chuyển đến một căn hộ mới, và Haida đưa cô về nhà hàng ngày vì sự an toàn của cô. Trong khi Haida cố gắng để làm sâu sắc thêm mối quan hệ của họ, công ty đang phải đối mặt với tổn thất nặng nề do dự án công viên giải trí thất bại do bị Washimi và giám đốc đối ngoại mới, Himuro, từ chối. Ton sắp kỷ niệm 30 năm làm giám đốc bộ phận kế toán, và Retsuko được giao nhiệm vụ tìm một món quà cho anh ấy. Fenneko cố gắng sắp đặt cho Haida và Retsuko một buổi hẹn hò dưới chiêu bài để anh ấy giúp cô ấy. Nhưng rồi, do bị đe dọa bởi mối quan hệ của Retsuko với Tadano và Manaka, anh ấy đã viện cớ để rời đi. |                    |                         |                      |
| 32 | 2                  | "The New Boss"          | 16 tháng 12 năm 2021 |
| Trong khi Haida trở về nhà, anh ta nhìn thấy chủ tịch của công ty gục xuống gần sông nên đã giúp anh ta đến bệnh viện. Qua sự việc này, sáng hôm sau, Retsuko phát hiện ra rằng Haida đã nói dối vào đêm hôm trước và trở nên thất vọng. Vào ban đêm, Haida tâm sự với Fenneko rằng anh ấy cảm thấy mình quá bình thường và không đủ xứng đáng để có mối quan hệ với Retsuko, lấy mối quan hệ của cô ấy với Tadano và thời gian làm thần tượng của cô ấy làm ví dụ. Sáng hôm sau, Retsuko và Haida biết rằng Himuro đã được chỉ định là người kế nhiệm chủ tịch với tư cách là CEO mới của công ty. |                    |                         |                      |
| 33 | 3                  | "Dirty Work"            | 16 tháng 12 năm 2021 |
| Mối quan hệ của Retsuko và Haida tiếp tục trở nên khó xử, bất chấp những nỗ lực của Fenneko. Himuro nói với Ton rằng công ty đang cắt giảm chi phí và yêu cầu anh thu hẹp bộ phận kế toán. Trong khi đó, Retsuko phát hiện ra rằng Fenneko và Tsunoda đã gài bẫy cô với Haida và yêu cầu một lời giải thích. Sau giờ làm việc, Ton hỏi ý kiến Komiya xem nên cắt giảm nhân viên nào trong bộ phận của họ. Sáng hôm sau, anh ta mang đến cho Himuro một danh sách trống và sau đó nói rằng anh ta không có ý định sa thải bất kỳ ai, đặc biệt là khi bộ phận kế toán vẫn tồn tại mà không sa thải bất kỳ ai trong thời kỳ sụp đổ của nền kinh tế bong bóng vào những năm 1980. |                    |                         |                      |
| 34 | 4                  | "Unkept Promises"       | 16 tháng 12 năm 2021 |
| Haida biết được từ người bạn cùng nhóm của mình rằng bạn gái của anh ấy đã bỏ rơi anh ấy vì không có sự phát triển trong sự nghiệp. Trong một đêm say xỉn với Fenneko, Retsuko trở nên thất vọng về việc Haida thiếu tự tin khi theo đuổi mối quan hệ với cô. Trên đường về nhà, Himuro đưa cả hai đi ăn tối như một lời xin lỗi vì đã làm tạt vũng nước vào người họ, và trong cơn say, họ phàn nàn về Ton. Ngay sau đó, Retsuko tìm kiếm lời khuyên từ Manaka, người đã khuyên cô rằng cô và Haida không hợp nhau. Khi Haida đưa Retsuko về nhà vào ngày hôm sau, cô ấy nói với anh ấy rằng anh ấy không cần phải làm như vậy nữa và cô ấy muốn họ ở lại như bạn bè. Himuro sự dụng lời nói của Retsuko để bổ nhiệm lại Ton vào bộ phận "thiết kế trải nghiệm nghề nghiệp", với văn phòng mới của anh ấy là một phòng chứa đồ cách biệt với tòa nhà công ty. |                    |                         |                      |
| 35 | 5                  | "Options"               | 16 tháng 12 năm 2021 |
| Ton không được giao việc, và mặc dù đã nói khác đi, Tsubone vẫn phát hiện ra thực tế hoàn cảnh của anh. Tsunoda đối mặt với Retsuko về tình cảm của cô ấy dành cho Haida, và theo lời khuyên của Okami và Gori, Retsuko đến thăm Haida để nói với anh ấy rằng, mặc dù cô ấy vẫn không chắc chắn về tình cảm của mình, nhưng cô ấy quan tâm đến anh ấy. Hai người hẹn hò và Haida trở nên có động lực trong công việc. Trong khi đó, Bibanuma đưa ra gói trợ cấp thôi việc hào phóng cho Kabae nếu cô ấy tự nguyện từ chức. Sau đó, Himuro thừa nhận rằng cuối cùng Kabae và Ton sẽ tự rời đi khi nhận ra rằng công ty không còn cần họ nữa. Khi Ton rơi vào trạng thái trầm cảm, anh ấy đã có ý định nhảy lên trước một đoàn tàu. |                    |                         |                      |
| 36 | 6                  | "Struggle for Survival" | 16 tháng 12 năm 2021 |
| Ton cuối cùng đã bỏ việc nhưng vẫn tiếp tục giữ vẻ ngoài trước mặt gia đình mình. Retsuko và những người khác bắt đầu nhận thấy rằng Kabae đã làm việc chăm chỉ hơn và trở nên kém sôi nổi hơn bình thường, khiến họ nghi ngờ rằng ban quản lý cấp cao có thể nhắm đến cô ấy như lần sa thải tiếp theo của họ. Kabae bắt đầu mất việc khi con trai út của cô bị ốm, nhưng ngay cả khi Retsuko, Haida và Anai đảm đương khối lượng công việc của cô, quản lý cấp trên cuối cùng cũng thuyết phục được cô từ chức. Trong khi đó, sự tận tụy trong công việc và hoàn thành nhiệm vụ nhanh chóng của Haida đã thu hút sự quan tâm của Himuro. |                    |                         |                      |
| 37 | 7                  | "Moving Up"             | 16 tháng 12 năm 2021 |
| Sau khi đề xuất cải thiện quy trình làm việc của mình được Himuro chấp thuận, Haida càng được khuyến khích làm việc hơn sau những phản hồi tích cực. Trong khi gặp Manaka, Retsuko biết rằng Ton hiện đang làm việc tại cửa hàng tiện lợi với cô ấy. Retsuko cảm thấy có lỗi, mặc dù Haida, Gori và Washimi đã cố trấn an cô ấy. Himuro trở nên ấn tượng với đạo đức làm việc của Haida và thăng chức cho anh làm giám đốc bộ phận kế toán, thay thế Yagyu. Trong khi đó, Retsuko gặp Tadano. |                    |                         |                      |
| 38 | 8                  | "Headhunting"           | 16 tháng 12 năm 2021 |
| Retsuko xin lời khuyên của Tadano về việc giúp đỡ Ton, và anh ấy gợi ý rằng cô ấy có thể điều hành kênh video trực tuyến của mình mà cô ấy từng đăng các bản cover bài hát death metal của mình. Sau khi đủ thành công để kiếm tiền từ kênh của mình, cô ấy thuê Ton làm kế toán cho mình. Khi Retsuko trở nên bận rộn hơn, Haida lại bắt đầu cảm thấy bất an, đặc biệt là sau khi phát hiện ra kênh của cô ấy và thấy Tadano đưa cô ấy về nhà. Điều này khiến anh ấy tập trung hơn vào công việc của mình, và trong một cuộc thảo luận với Himuro, ông đã giao cho anh ấy một công việc đặc biệt phải được giữ bí mật. Khi Retsuko quay lại văn phòng để lấy máy làm ẩm không khí của Ton, cô ấy nhìn thoáng qua máy tính của Haida, chứa một bảng tính đang mở về dữ liệu kế toán mà cô ấy đã làm việc. |                    |                         |                      |
| 39 | 9                  | "Unauthorized Access"   | 16 tháng 12 năm 2021 |
| Khi Retsuko bắt đầu nghi ngờ về Haida, văn phòng của bộ phận kế toán đang được xây dựng trong khi Haida chuyển đến căn hộ của riêng mình. Sau giờ làm việc, Haida tình cờ gặp Inui, và cô cho rằng anh ấy nên chú ý đến Retsuko nhiều hơn. Trong khi đó, Retsuko nhờ Kabae, Fenneko và Ton giúp đỡ nhằm đột nhập vào văn phòng của Haida và phân tích dữ liệu trên máy tính của anh ta. Ton nghi ngờ rằng Haida đang thổi phồng lợi nhuận trên sổ sách kế toán của công ty và đề nghị họ tìm ra dữ liệu thực. Retsuko đến gặp Haida để xác nhận, nhưng anh ấy tức giận vì cô ấy nghi ngờ anh ấy. Khi Haida báo cáo với Himuro vào sáng hôm sau, anh ấy đặt câu hỏi về tính chính trực trong hành động của họ, nhưng Himuro thuyết phục anh ấy đừng dao động, vì điều đó cho thấy sự yếu kém. Vào bữa tối, Washimi hỏi Himuro rằng anh ấy nghĩ gì về Retsuko, và anh ấy trả lời rằng anh ấy thấy cô ấy ngoan ngoãn hơn là nổi loạn. |                    |                         |                      |
| 40 | 10                 | "Rendezvous"            | 16 tháng 12 năm 2021 |
| Với sự giúp đỡ của Hyodo, Fenneko, Kabae, Ton và vợ của Ton, Retsuko đột nhập vào văn phòng của Haida để lấy cắp dữ liệu kế toán thực sự từ ổ USB mà anh ta cất giữ trong két sắt. Sau khi Haida nhận ra mối quan hệ của mình với Retsuko trở nên tồi tệ, anh ấy đã đối mặt với Tadano về mối quan hệ của anh ấy với Retsuko, nhưng Tadano bình tĩnh cho anh ấy thấy rằng đó không phải là tình bạn. Tối hôm đó, Ton đưa Haida đến quán karaoke của Retsuko, nơi cô cố gắng thuyết phục anh ta ngừng thao túng dữ liệu kế toán. Haida cáu kỉnh với cô ấy vì cảm giác tự ti của anh ấy, nhưng cô ấy nói rõ rằng không ai đáng phải làm điều gì đó quá bẩn thỉu để chứng tỏ khả năng của mình. Ngày hôm sau, Haida đề nghị với Himuro rằng họ nên dừng lại, vì một số nhân viên đã nhận thức được hành động của họ, nhưng khi Himuro bác bỏ anh ta và khẳng định rằng anh ta chỉ dùng một lần. Cuối cùng Haida cũng đứng lên bảo vệ chính mình và đối đầu với anh ta thông qua một trận đấu vật tay khẳng định rằng, mặc dù chỉ dùng một lần, nhưng lần này anh ta là kẻ thù của anh ta. Retsuko giúp Haida đánh bại Himuro bằng tiếng gầm gừ death metal dưới dạng tia laze, khiến cả hai bị bắn qua cửa sổ và rơi xuống giàn giáo. Himuro và Haida rời công ty, trong khi chủ tịch ban đầu, Ton và Kabae trở lại. Tuy nhiên, Haida tự tin hơn về bản thân, và khi hẹn hò với Retsuko, cuối cùng anh ấy cũng có thể ngưỡng mộ Tadano. |                    |                         |                      |

#### Mùa 5 (2023)
| TT. tổng thể | TT. trong mùa phim | Tiêu đề                   | Ngày phát sóng gốc  |
| --- | ------------------ | ------------------------- | ------------------- |
| 41 | 1                  | "A Prison Called Freedom" | 16 tháng 2 năm 2023 |
| Haida dành toàn bộ thời gian và tiền bạc của mình cho một game MMORPG gacha với một người bạn trực tuyến, Shikabane, người liên quan đến Retsuko. Gori và Washimi nói với Retsuko rằng cô ấy đang tạo điều kiện cho hành vi lười biếng của Haida bằng cách quá dễ dãi với anh ấy. Anh trai của Haida, Jiro, thông báo với anh ấy rằng anh ấy sẽ bị đuổi khỏi căn hộ của mình, nơi được cha anh ấy cung cấp miễn phí cho anh ấy, vào cuối tháng vì họ đã tìm được người thuê nhà mới. Ngay sau khi được nói điều này, Retsuko đã gọi cho anh ta và thông báo rằng cô ấy sẽ không gặp anh cho đến khi anh ta tìm được việc làm. |                    |                           |                     |
| 42 | 2                  | "Spooky Shikabane"        | 16 tháng 2 năm 2023 |
| Không có việc làm, nhà cửa và bạn gái, Haida trú ẩn trong một quán cà phê internet và có một cuộc gặp gỡ khó xử với Shikabane, người hóa ra là một cô gái trông giống nam trên mạng để ngăn cản những kẻ đáng sợ. Cô ấy sống trong quán cà phê và làm nghề tự do để duy trì lối sống của mình. Haida bắt đầu làm công việc xây dựng để kiếm tiền. Quá mệt mỏi, anh ấy ngất đi và Shikabane đưa anh ấy đến gian hàng của cô ấy trong quán cà phê. Retsuko thấy rằng anh ấy đã đọc tin nhắn của cô ấy nhưng không trả lời, khiến cô ấy nghĩ rằng anh ấy đang lừa dối cô ấy khi đi với người bạn trực tuyến của mình. |                    |                           |                     |
| 43 | 3                  | "ANAGURA and Reality"     | 16 tháng 2 năm 2023 |
| Dưới hình đại diện là Fennelope, Fenneko kết bạn với Haida và Shikabane trong trò chơi điện tử trực tuyến và hẹn gặp họ để họ có thể gặp nhau. Cả văn phòng bị lôi kéo vào màn kịch này và đánh cược với quán ăn địa phương để xem ai là bạn chơi game của Haida. Fenneko hủy cuộc họp để cô ấy không tiết lộ danh tính của mình, và cả nhóm theo đuôi họ trở lại quán cà phê mạng và tiết lộ rằng Haida và Shikabane đang ở trong một gian hàng ở đó. Retsuko giải tỏa cơn thịnh nộ của mình và cho phép Haida chuyển đến căn hộ của cô ấy. Shikabane được nhìn thấy đang tìm kiếm một bạn chơi mới trong trò chơi. |                    |                           |                     |
| 44 | 4                  | "Restart"                 | 16 tháng 2 năm 2023 |
| Một tháng trôi qua và Haida vẫn thất nghiệp, trong khi Retsuko ngày càng tỏ ra khó chịu với Haida vì mọi việc nhỏ nhặt mà anh ta làm. Anh ấy có một cuộc gặp gỡ tình cờ với mẹ của Retsuko, người phát hiện ra anh ấy đang sống với Retsuko. Haida phải đến thăm bố mẹ của Retsuko sau hai tuần nữa để giới thiệu đàng hoàng. Quá trình tìm kiếm việc làm của anh ấy tăng cường, nhưng anh ấy vẫn không thành công vì anh ấy quá trung thực về lý do tại sao anh ấy rời bỏ công việc trước đây của mình. Retsuko ấp ủ kế hoạch nói dối bố mẹ về tình hình công việc của bạn trai, nhưng Haida đã từ chối và nói ra sự thật. Cha mẹ cô ấy, mặc dù có vẻ đồng ý với sự thật, nhưng không chấp nhận Haida. |                    |                           |                     |
| 45 | 5                  | "A Mysterious Messenger"  | 16 tháng 2 năm 2023 |
| Một người đàn ông bí ẩn, sau đó được tiết lộ là Ikari, tiếp cận Manaka sau một buổi hòa nhạc và hỏi về Aggretsuko, và đã bị đuổi đi như một kẻ theo dõi. Manaka ghé qua căn hộ của Retsuko để cảnh báo cô ấy. Haida bắt đầu công việc bán thời gian tại một cửa hàng tạp hóa, và đồng nghiệp tặng anh một quả hồng để mang về nhà. Haida tuyệt vọng trong loại bỏ chúng và nhắn tin cho bạn mình. Đáng ngại thay, Shikabane không trả lời. Haida gặp Tadano để đưa cho anh ấy những quả hồng, và được khuyến khích tiếp tục với sự nghiệp viết mã non trẻ của mình. |                    |                           |                     |
| 46 | 6                  | "A Family Emergency"      | 16 tháng 2 năm 2023 |
| Haida được gọi đến nhà của gia đình anh ấy để thảo luận về "chuyện gia đình". Bất chấp sự can ngăn của Haida, Retsuko nhất quyết cùng anh về thăm gia đình để giới thiệu đàng hoàng. Khi họ đến ngôi nhà được trang trí công phu, Haida nói với Retsuko rằng cha anh là một chính trị gia trong Quốc hội. Sau khi chào hỏi ban đầu, Retsuko được đưa đến căn phòng thời thơ ấu của Haida, trong khi cha của Haida cố gắng mua chuộc sự hợp tác của anh ấy để không gây ra sự chú ý tiêu cực trong khi em trai anh ấy là Jiro tranh cử trong cuộc bầu cử sắp tới. Haida và Retsuko ở lại ăn tối, nơi Haida và cha anh tranh cãi chính trị. Khi cả hai rời khỏi nhà, Jiro đưa cho Haida một phong bì tiền trước khi chế nhạo anh ta vì đã lấy nó. |                    |                           |                     |
| 47 | 7                  | "Rage Mission"            | 16 tháng 2 năm 2023 |
| Ikari tiếp cận Retsuko và bày tỏ với cô ấy mong muốn mãnh liệt rằng cô ấy sẽ tranh cử với tư cách là ứng cử viên của Quốc hội. Anh ấy tiết lộ mình là thành viên tranh cử ghế cuối cùng của Đảng Thịnh nộ, và với cuộc bầu cử sắp diễn ra, anh ấy muốn Retsuko trở thành ứng cử viên của đảng, hy vọng sẽ truyền cảm hứng cho những cử tri trẻ đang vỡ mộng về nhà nước Nhật Bản với dân số già bảo thủ do Đảng Cộng sản nắm giữ. Cô ấy từ chối nhiều lần cho đến khi bị những người bạn cũ trong ban nhạc của mình bắt cóc và bị buộc phải tuyên bố ứng cử trên sân khấu. |                    |                           |                     |
| 48 | 8                  | "Rising to the Challenge" | 16 tháng 2 năm 2023 |
| Một ngày sau khi bước lên sân khấu với Ikari, Retsuko cảm thấy choáng ngợp bởi căng thẳng... và tiếc nuối. Khi cô ấy đi làm vào buổi sáng hôm đó, cô ấy thấy rằng tin tức tràn ngập thông báo tranh cử của cô ấy và đầy những clip death metal của cô ấy. Lúc đầu, cô ấy rất xấu hổ, nhưng với sự động viên và hỗ trợ của đồng nghiệp, cô ấy đã gánh vác công việc. Haida trở về nơi cư trú của gia đình mình để trả lại tiền cho Jiro. |                    |                           |                     |
| 49 | 9                  | "A Disconnected World"    | 16 tháng 2 năm 2023 |
| Ikari thảo luận về quận tối ưu để tranh cử, cuối cùng lại là quận chính trị mà Jiro đang điều hành. Ngoài ra, Ikari thông báo với Retsuko rằng cô ấy cần có 3 triệu yên để đặt cọc, sẽ được hoàn lại nếu cô ấy nhận được ít nhất 10% phiếu bầu. Rào cản tài chính là một biện pháp để tránh các ứng cử viên đùa giỡn tranh cử. Cô và Haida lên ý tưởng để kiếm đủ số tiền, bao gồm huy động vốn từ cộng đồng và xin tiền cha mẹ Retsuko, nhưng đều không thành công. Tadano cung cấp không gian quán cà phê mạng như một cơ sở chính trị vì không có địa điểm nào khác coi trọng Đảng Thịnh nộ. Gori và Washimi đến thăm văn phòng và quyên góp số tiền đặt cọc cần thiết còn lại. |                    |                           |                     |
| 50 | 10                 | "The Other Side of Rage"  | 16 tháng 2 năm 2023 |
| Retsuko cố gắng tìm lại tiếng nói của mình khi vận động tranh cử, nhưng điều đó không đến với cô ấy một cách tự nhiên. Khi áp lực gần như lấn át cô, Retsuko nói chuyện với Giám đốc Ton, người đã khuyến khích cô cầm mic và nói chuyện với những cử tri tiềm năng của mình. Cô giải phóng cơn thịnh nộ của mình và thu hút được nhiều người theo dõi, khiến đối thủ cạnh tranh của cô là Jiro lo lắng. Trong một đêm khi đang dọn dẹp văn phòng, Haida bị một chiếc xe tải đâm phải như một lời cảnh báo. Không nản lòng, Retsuko tiếp tục vận động sau khi cô và Haida nộp đơn đăng ký kết hôn. Vào ngày tranh cử cuối cùng, Retsuko có một lượng lớn cử tri đi bầu, khiến Jiro phải viết ra kịch bản từ vở kịch của cha mình và tuyên bố ủng hộ tuổi nghỉ hưu bắt buộc đối với các chính trị gia. Ngày hôm sau, Jiro giành chiến thắng vang dội, mặc dù cũng có một lượng cử tri đi bỏ phiếu lịch sử. Retsuko đưa Shikabane đến quán karaoke của cô ấy để cô ấy có thể trút bỏ nỗi thất vọng của mình với thế giới. Jiro tiếp cận Haida và Retsuko và nói với họ rằng anh ta không tham gia vào chiến thuật hù dọa khiến Haida bị thương. Trong căn hộ của Retsuko và Haida, một bức ảnh gia đình mới có bố mẹ của Retsuko bao gồm Haida, nghĩa là cuối cùng họ cũng chấp nhận anh ấy. Retsuko tiễn Haida đi làm ngày đầu tiên, trong khi Shikabane được nhìn thấy đang cân nhắc giá thuê căn hộ. |                    |                           |                     |

## Đón nhận

### Đánh giá của giới phê bình
Aggretsuko đã nhận được sự hoan nghênh của giới phê bình ở Hoa Kỳ. Toàn bộ series hiện đang giữ 8/10 sao trên IMDb, theo xếp hạng 6,3K.

#### Mùa 1
Mùa 1 của series Netflix được đánh giá tốt 100% trên Rotten Tomatoes dựa trên 25 bài đánh giá, với sự đồng thuận của các nhà phê bình trên trang web: "Sự ảm đạm duy nhất đối với một tài sản của Sanrio, Aggretsuko cân bằng giữa sự châm biếm công ty với các nhân vật đáng yêu và hài kịch phi lý để tạo ra một sự ngạc nhiên, bổ sung sâu sắc cho thế giới hoạt hình." Phần này đã được ca ngợi vì miêu tả châm biếm văn hóa nơi làm việc của Nhật Bản và những áp lực mà phụ nữ thế hệ Millennials phải đối mặt trong lực lượng lao động. IndieWire đã cho mùa này điểm B+ và ghi nhận các yếu tố phong cách hoạt hình Nhật Bản rõ ràng đã khiến nó nổi bật so với các tác phẩm của Mỹ. The A.V. Club ca ngợi Aggretsuko vì đã giải quyết các chủ đề dành cho người trưởng thành như kỳ thị nữ giới và lo lắng tại nơi làm việc, nhưng lại chỉ trích tình tiết phụ lãng mạn của mùa, gọi nó là "tệ hại một cách hung hãn".

#### Tập Giáng sinh đặc biệt
Aiden Strawhun của IGN đã nói rằng tập đặc biệt "lấy niềm vui của mùa 1 và lấp lánh trong một chút tinh tế của ngày lễ" và khen ngợi tập phim vì bình luận về chứng nghiện mạng xã hội, nhưng nói rằng nó đã bị giảm bớt do "cảm thấy giống" như mùa trước. Trên Polygon, nhà văn Allegra Frank dánh giá tập phim này là "ấm lòng" và nói rằng nó "xứng đáng là một tác phẩm kinh điển dành cho kỳ nghỉ lễ." Allegra đã nhận xét về Haida và sự say mê của anh ấy dành cho Retsuko, gọi anh ấy là "đỉnh cao của một tình yêu đáng yêu."

#### Mùa 2
Mùa 2 đạt 100% trên Rotten Tomatoes dựa trên 8 bài đánh giá. Caitlin Moore của The Daily Dot đã viết rằng mùa 2 "kém hài lòng hơn" so với mùa 1, đồng thời lưu ý rằng mùa này tập trung nhiều hơn vào "hành trình cá nhân" của Retsuko, do đó khiến nó ít liên quan hơn đến khán giả nói chung, nhưng được gọi là mùa "vui vẻ trong một khoảng khắc." Charlie Ceates của Cultured Vultures cho biết mùa này có "nhiều điểm hấp dẫn giống như mùa trước", nhưng chỉ ra rằng diễn biến cốt truyện phản ánh chặt chẽ diễn biến của mùa đầu tiên và cách chương trình "có thể bị đình trệ và nhàm chán" nếu các mùa sau làm tương tự.

#### Mùa 3
Mùa 3 đạt 100% trên Rotten Tomatoes dựa trên 5 bài phê bình. Karen Han từ Polygon ca ngợi mùa này đã giải quyết "các vấn đề cụ thể và hiện đại hơn", chẳng hạn như mối quan hệ xã hội giữa người hâm mộ và người nổi tiếng trên mạng xã hội, nhưng chỉ trích mùa này chuyển hướng thành "phim kinh dị thẳng thắn" cùng với hiện trạng kết thúc cho làm tổn thương tính tương đối của chương trình. Jacob Oller từ The Spool đã viết rằng mùa 3 diễn ra "đủ kiểu thú vị" và rằng "Aggretsuko tiếp tục gây tiếng vang, vang vọng qua hộp sọ của những nhân viên văn phòng đầy giận dữ ở khắp mọi nơi với thái độ chống chủ nghĩa tư bản của Retsuko.

#### Mùa 4
Mùa 4 đạt 67% trên Rotten Tomatoes theo 21 bài phê bình. Nhà văn Britteny Vincent của IGN đã viết rằng mùa 4 "mang đến sự phi lý và gây cười cho thực tế của một nơi làm việc đầy thao túng", nhưng lại chỉ trích sự năng động giữa Retsuko và Haida, coi họ là hai trong số "những nhân vật khó chịu nhất" của chương trình vì làm loãng trải nghiệm tổng thể. Petrena Radulovic của Polygon đã viết rằng mùa 4 "sẽ truyền cảm hứng cho mọi người đoàn kết ở nơi làm việc của họ", đồng thời ca ngợi khả năng cân bằng "các kịch bản hoang dã với các tình huống cụ thể và dễ hiểu hơn của chương trình."

### Giải thưởng
Aggretsuko đã được đề cử cho Giải thưởng Ursa Major ở hạng mục Phim chính kịch hay nhất. Giải thưởng Ursa Major được trao cho lĩnh vực các tác phẩm về cộng đồng furry và là giải thưởng chính trong lĩnh vực nhân hóa.

### Liên kết liên quan
- Official website of Aggretsuko: The Short-Timer Strikes Back game
- Official OTMGirls website